# Manifestazione di volontà
Con manifestazione di volontà si indica l'espressione in vita delle proprie volontà in merito alla donazione dei propri organi in caso di decesso.

## Legislazione in Italia
L'Art. 23 della Legge 91/99, che dava la possibilità ad ogni cittadino (e non l'obbligo) di esprimere la propria volontà in merito alla donazione dei propri organi e tessuti dopo la morte, ha visto la sua attuazione con l'emanazione del DM dell'8 aprile 2000, attraverso il quale è stato inviato a tutti i cittadini il tesserino per la manifestazione di volontà in merito alla donazione.
Dal 23 settembre 2021, è possibile manifestare il proprio consenso, grazie allo SPID od alla firma elettronica, tramite l’associazione AIDO.